# فنوپروپ
فنوپروپ (به انگلیسی: Fenoprop) با فرمول شیمیایی C9H7Cl3O3 یک ترکیب شیمیایی با شناسه پاب‌کم 62665 است. که جرم مولی آن ۲۶۹٫۵۱ گرم بر مول می‌باشد. شکل ظاهری این ترکیب، پودر سفید است.